# Pat Morris Neff
Pat Morris Neff, född 26 november 1871 i Coryell County, Texas, död 20 januari 1952 i Waco, Texas, var en amerikansk politiker (demokrat). Han var guvernör i delstaten Texas 1921–1925.
Neff utexaminerades 1894 från Baylor University och avlade sedan 1897 juristexamen vid University of Texas at Austin. Han studerade vidare vid Baylor och arbetade sedan som advokat i Waco. Som skicklig talare avancerade han snabbt inom delstatspolitiken och satt i två år som talman i delstatens representanthus. Neff blev sedan ryktbar som åklagare och endast sexton av de 422 personer som hade honom som åklagare i sina rättegångar frikändes.
Neff besegrade Joseph W. Bailey i demokraternas primärval inför guvernörsvalet 1920. Han vann sedan själva guvernörsvalet med omval två år senare. Neff var en förespråkare för alkoholförbud och han blev kritiserad för att inte ha gått tillräckligt hårt åt Ku Klux Klan. År 1925 efterträddes han som guvernör av Miriam A. Ferguson.
Neff var rektor för Baylor University 1932–1947.
Baptisten och frimuraren Neff gravsattes på Oakwood Cemetery i Waco.